# 데카트론
데카트론 S.A.(Decathlon S.A.)는 프랑스의 스포츠 물품 소매업체이자 아웃도어 업체이다. 49개국 1500개 이상의 상점을 갖추고 있으며 세계 최대의 스포츠 물품 소매업체이다. 아웃도어 업계의 이케아로 간주된다.
대한민국의 경우 2025년 기준 서울을 중심으로 총 11개의 매장이 있다.